# Endoréisme

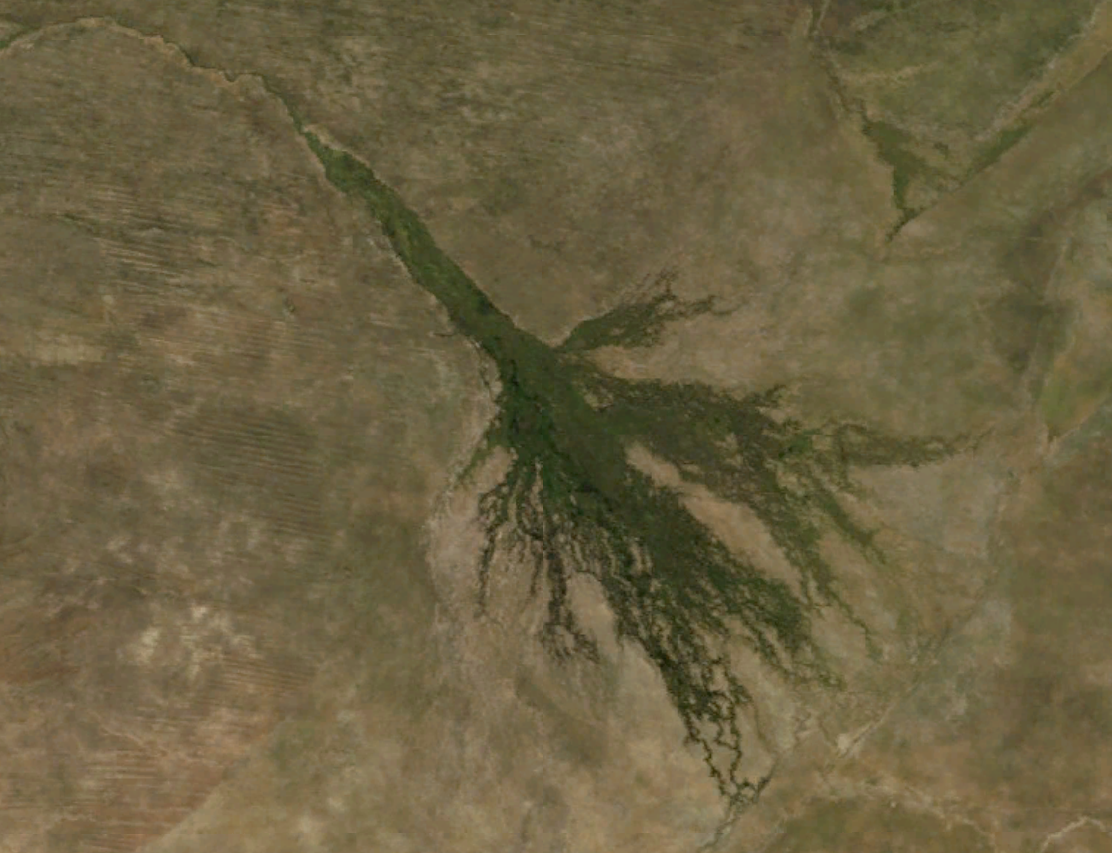
Le delta de l'Okavango, au Botswana, partie la plus basse d'un bassin endoréique d'Afrique australe (image satellite).

En hydrologie, l’endoréisme (du grec ancien : ῥεῖν / rheîn [« couler »] avec le préfixe endo- [« dedans »] et le suffixe -isme) d'un cours d'eau ou d'un bassin versant est le fait qu'il ne se déverse pas dans une mer, mais est au contraire clos, retenant ses eaux (superficielles ou non) dans une cuvette fermée. Les pluies ou autres formes de précipitations qui l'alimentent le quittent uniquement par évaporation ou infiltration.

## Caractéristiques

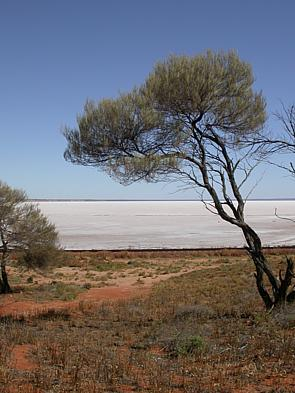
Bassin du lac Eyre en Australie.

L'endoréisme concerne environ 27 millions de km² soit un peu plus de 18 % des terres émergées[réf. nécessaire]. L'endoréisme a plusieurs causes, souvent cumulées :
- l’endoréisme structural est la conséquence du relief, dans le cas de cuvettes fermées de toutes tailles ;
- l’endoréisme fonctionnel est la conséquence de facteurs liés au sol (infiltration importante)[réf. nécessaire] et au climat (forte évaporation le long des cours d'eau ou dans les lagunes).

Quoique les bassins endoréiques puissent se trouver sous n'importe quel climat, ils se trouvent le plus souvent dans les milieux désertiques. Dans les régions recevant beaucoup de précipitations, l'érosion riparienne causée par l'écoulement des eaux crée généralement des chenaux de drainage (particulièrement pendant les périodes d'inondation), qui peuvent atteindre une autre partie du système hydrologique dont il fait partie, croisant la barrière entre le bassin endoréique et les environs. La mer Noire était autrefois endoréique jusqu’à ce que la mer Méditerranée brise le terrain les séparant.
Dans les déserts très chauds, l'afflux d'eau est faible, et la perte d'eau due à l'évaporation, élevée, ce qui ralentit fortement la création de systèmes de drainage. Le fait que l'écoulement des eaux soit fermé mène souvent à une forte concentration de sels et d'autres minéraux dans l'eau ; les minéraux des roches environnantes sont déposés dans le bassin et y restent lorsque l'eau qui les y avait déposés s'évapore. Les bassins endoréiques ont alors souvent des salars, qui, en raison de leur grande taille et de leur surface dure et plate, sont souvent utilisés comme piste économique, en aviation, ou pour essayer de battre le record de vitesse terrestre.
Des lacs permanents et saisonniers peuvent se former dans les bassins endoréiques. Certains bassins sont essentiellement en état de stase, le climat ayant changé, réduisant les précipitations au point où plus aucun lac ne se forme. Même les lacs permanents sont en flux constant : la plupart changent de taille et de forme pendant la saison sèche, parfois se séparant en plusieurs lacs plus petits.
Avec l'arrivée des hommes dans la région et l'expansion des villes dans les régions auparavant inhabitables à cause de la forte aridité, les systèmes fluviaux qui alimentent beaucoup de lacs endoréiques sont altérés par la construction de barrages et aqueducs. C'est ainsi que beaucoup de lacs endoréiques, particulièrement dans les pays en voie de développement, ont rétréci ces dernières années (par exemple : mer d'Aral, lac Tchad, Lop Nor), entraînant une hausse de la salinité et des substances polluantes, mettant en péril l'écosystème des lacs.
Tous les bassins fermés ne sont pas nécessairement endoréiques, notamment en milieu karstique.
Seulement trois bassins endoréiques ont une superficie supérieure à 1 million de km² (Mkm²) : Asie endoréique (11,8 Mkm²) ; Sahara endoréique (7,8 Mkm²) ; Australie endoréique (3,2 Mkm²).

## Exemples

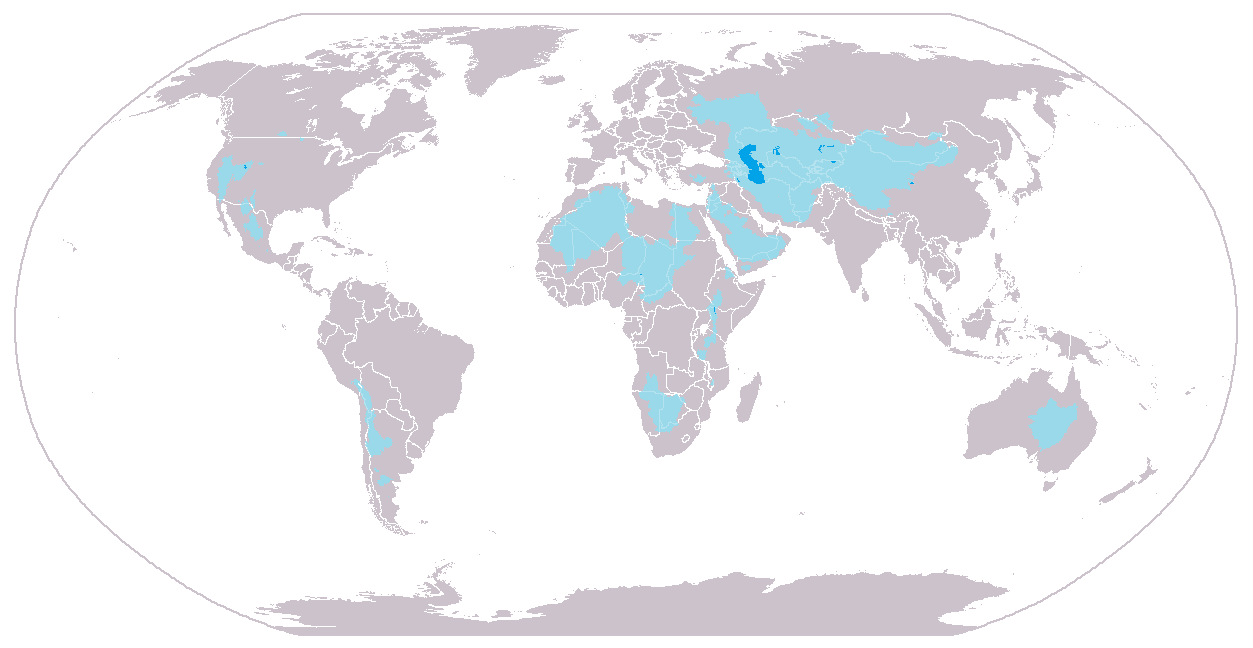
En bleu clair, les principaux bassins endoréiques ; en bleu foncé, les lacs endoréiques.

### Afrique
L'Afrique possède beaucoup de bassins endoréiques :
- le lac Turkana ;
- le delta de l'Okavango, dans le désert du Kalahari au Botswana ;
- le lac Ngami, au Botswana ;
- le lac Tchad, entre le Tchad, le Cameroun, le Nigeria et le Niger, alimenté par les fleuves Chari et Logone ;
- le salar Etosha en Namibie ;
- Le lac Abbe, situé sur la frontière entre Djibouti et l'Éthiopie.
- Le Lac Assal, situé au Djibouti

### Amérique
L'Amérique du Nord présente de nombreux cas disséminés sur l'ensemble de sa surface :
- au Canada :
  - le Lac Little Manitou (en) et lac La Vieille en Saskatchewan ;
  - le Lac Pakowki (en) en Alberta ;
  - le Spotted Lake en Colombie-Britannique ;
- aux États-Unis :
  - dans le Grand Bassin, recouvrant des parties de Nevada, Utah et Californie :
    - le Grand Lac Salé ;
    - le désert de Black Rock ;
    - le lac Sevier ;
    - le Pyramid Lake ;
    - le lac Mono ;

  - le Salton Sea en Californie ;
  - le Great Divide Basin au Wyoming ;
  - le Nouveau-Mexique a plusieurs bassins endoréiques, dont :
    - le bassin de Tularoosa (en) ;
    - le Lac Salé Zuni (en) ;

  - le Crater Lake en Oregon ;
  - le Devil's Lake (en) du Dakota du Nord ;
  - le Devil's Lake (en) du Wisconsin ;
- au Nord du Mexique, le Bolsón de Mapimí ;
- au Guatemala, le lac Atitlán.

L'Amérique du Sud présente également quelques cas :
- Les bassins de l'Altiplano, principalement celui du système TDPS comprenant le lac Titicaca, le lac Poopó et le salar de Coipasa, communiquant entre eux ;
- Le lac de Valencia au Venezuela ;
- Le lac Mar Chiquita en Argentine.

### Antarctique
De rares lacs endoréiques se situent en climat froid et désertique, surtout en Antarctique. Le lac Vida reste liquide malgré la température ambiante inférieure à 0 °C, ceci résulte d'une salinité sept fois supérieure à celle de l'eau de mer. Les vallées sèches de McMurdo présentent également différents spécimens sur une zone réduite au climat particulier.

### Asie
La mer Morte, entre Israël, la Cisjordanie et la Jordanie, est actuellement le point émergé à la plus basse altitude du globe, et l'un des lacs les plus salins.
L'Asie centrale et l'Asie de l'Ouest constituent un énorme bassin endoréique comptant plusieurs lacs endoréiques, dont :
- la mer Caspienne, le plus grand lac du monde. Une grande partie de l'Europe de l’Est, drainée par la Volga, appartient à son bassin versant ;
- la mer d'Aral, dont les fleuves tributaires ont été déviés pour l'irrigation, réduisant sa taille de manière spectaculaire ;
- Bassin Balkhach-Alakol, centré sur les lacs Balkhach et Alakoll, au Kazakhstan ;
- l'Yssyk Koul, au Kirghizistan ;
- le bassin du Sistan, entre l'Iran et l'Afghanistan, à son point le plus bas la dépression saline du Goud-e Zareh ;
- le lac Tuz et le lac de Van, en Turquie ;
- Bassin du plateau central iranien, lac d'Ourmia et lac Namak en Iran.

La Chine compte également plusieurs exemples :
- le Lop Nor ;
- le bassin du Tarim, plus grand bassin fluvial endoréique au monde avec plus de 400 000 km2 ;
- la Vallée de l'Emin ;
- la Dzoungarie ;
- le lac Qinghai ;
- le bassin de Qaidam.

### Europe
En Europe, après la disparition de nombreux cas, il existe encore quelques lacs endoréiques :
- le lac de Neusiedl en Autriche ;
- les lacs de Sete Cidades aux Açores, Portugal ;
- la lagune de Fuente de Piedra en Espagne ;
- l'étang salé de Courthézon à Courthézon (Vaucluse), en France ;
- le lac de Soings (Centre Val de Loire), en France.

### Océanie
L'Australie, très aride, abrite beaucoup de systèmes endoréiques. Les plus importants sont :
- le bassin du lac Eyre, drainant dans le très changeant lac Eyre et incluant le lac Frome (en) ;
- le lac Torrens, en Australie-Méridionale ;
- le lac Corangamite, un lac de cratère très salin ;
- le lac George, autrefois partie du bassin Murray-Darling.

### Anciens exemples
Certains lacs et mers ne sont plus endoréiques, dont :
- le lac Tanganyika, depuis que le cours de la Lukuga, une rivière qui l'alimentait, s'est inversé et est devenu son émissaire ;
- le lac Bonneville, en Utah ;
- la vallée de Mexico abritait de nombreux lacs dans l'ère précolombienne, dont les lacs Texcoco et Lac Chalco (en) ;
- la mer Noire ;
- la mer Méditerranée, qui fut autrefois coupée de l'océan Atlantique, en relation avec la crise de salinité messinienne ;
- les bassins de l'Èbre et du Douro dans la péninsule Ibérique.
- lac de Celano Fucin Italie pour des raisons anthropiques